# مجمع‌الجزایر سن آندرس، پروویدنسیا و سانتا کاتالینا
مجمع‌الجزایر سن آندرس، پروویدنسیا و سانتا کاتالینا (به اسپانیایی: Archipelago of San Andrés, Providencia and Santa Catalina) یکی از بخش‌های کلمبیا است.

## خصوصیات
مجمع‌الجزایر سن آندرس، پروویدنسیا و سانتا کاتالینا ۵۲٫۵ کیلومترمربع مساحت و ۷۵٬۱۶۷ نفر جمعیت دارد.